# Arosa
Arosa er en by i Schweiz i kantonen Graubünden med 3.185(2017) indbyggere. Byen ligger i den sydlige ende af Schanfiggdalen, der har sin begyndelse ved Chur. Arosa har en højde over havet på 1.775 meter og ligger for foden af bjerget Weisshorn.
Arosa er hovedby i kommunen af samme navn.

## Historie
Den første kendte bosættelse på egnen fandt sted i 1300-tallet. Senere blev den oprindelige rætoromanske befolkning fortrængt af tysktalende folk, som gennem årene ernærede sig ved landbruget.
Den trange dal, der ender blindt ved Arosa, havde ikke en naturlig adgangsvej til Chur, så Arosas indbyggere orienterede sig i stedet mod Davos, som lå på modsatte side af bjergene og kunne nås til fods gennem passet.
Det sparsomme befolkningstal forøgedes betragteligt i slutningen af 1800-tallet, da Arosa blev kendt som kurby med eget sanatorium. Samtidig blev der etableret vej- og jernbaneforbindelse gennem dalen til Chur. I 1938 blev den første skilift taget i brug, og i 1956 var svævebanen op til toppen af Weisshorn en realitet.

## Turisme
Om vinteren er Arosa et velbesøgt skiområde af middelstørrelse. Pisterne har en samlet længde på 60 km og de betjenes af 13 skilifte. Den største af pisterne har en længde på 2.653 meter.
Også om sommeren er byen velbesøgt med dens store udbud af mountainbike- og vandrestier. Den store svævebane Weisshornbahn, der ender ved restauranten på toppen af Weisshorn, er et naturligt udgangspunkt for mange turister både sommer og vinter.
Byens to søer anvendes til badning om sommeren, mens de tilfrosne søer om vinteren er en naturlig del af byens vintersportstilbud.

## Markedsføring
Der er en lang tradition for reklamer for Arosas sommersæson. Den første kendte reklame var et postkort fra 1920 med påskriften "Arosa im Sommer – Strand Bad Leben" (Arosa om sommeren – Strand Bad Liv). Omkring 1925 blev postkortet efterfulgt af en salgsfremmende vignet, forestillende en svømmende pige.
Den første plakat blev skabt i 1926 og viste en smuk kvindelig bader. I 1933 kom yderligere to plakater, med lidt mere afdæmpede motiver, dog stadig med svømmere. I midten af 1950'erne kom så den sidste plakat i den såkaldte svømmer-serie. Den blev tegnet af Viktor Rutz og havde et motiv, der selv den dag i dag af nogle betragtes som sexistisk.
Efter Arosas turistindustris relancering af sidstnævnte plakat i 2000'erne blev den såkaldte "skandaleplakat" almindelig kendt i hele Schweiz, bl.a. i kraft af en publikation af Rolf Thalmann fra 2009.